# Cmentarz parafii św. Stanisława Kostki w Poznaniu
Cmentarz parafii św. Stanisława Kostki w Poznaniu – nieczynny cmentarz w północnej części Poznania, w dzielnicy Piątkowo. Zwany też cmentarzem Winiarskim.

## Historia

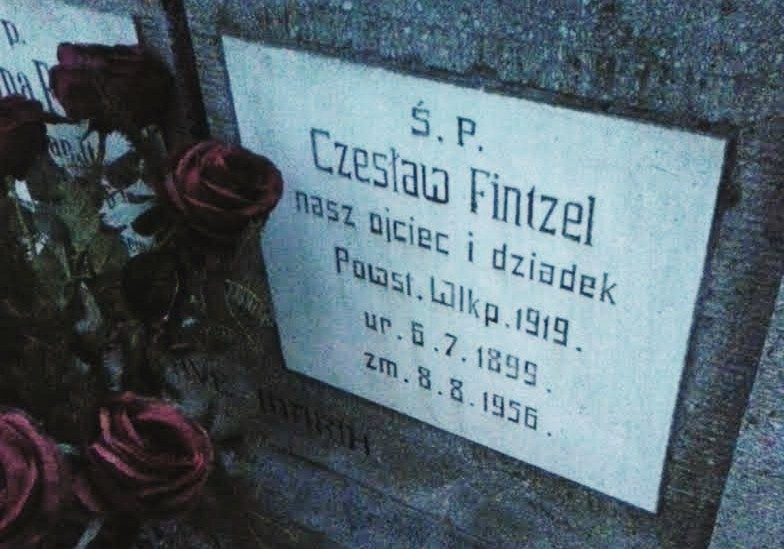
Czesław Fintzel – powstaniec wielkopolski

Grunt pod nekropolię zakupiono w 1931 r. od prywatnych właścicieli – rodziny Dyjów z Piątkowa.
Cmentarz został poświęcony przez biskupa Walentego Dymka w dniu 26 czerwca 1933 w odpowiedzi na pilną potrzebę założenia nekropolii – istniało tu już siedem grobów powstałych wcześniej, a pięcioletnia umowa parafii odnośnie do grzebania zmarłych na cmentarzu św. Wojciecha dobiegała końca. Na budowę obiektu pieniądze zostały zebrane przez parafian, drogą zbiórek i kwest. Dodatkowo przekazano środki z podatku kościelnego.
8 grudnia 1986, w wyniku awarii wodociągu w pobliżu dawnego hotelu PKS przy ul. Lechickiej, zalaniu i dewastacji uległo 576 grobów na nekropolii.
Mimo że znajduje się na terenie parafii Opatrzności Bożej cmentarz jest administrowany przez parafię św. Stanisława Kostki. Obecnie obiekt jest nieczynny, ale możliwy jest dochówek do istniejących grobów.

## Położenie
Cmentarz znajduje się w centrum os. Bolesława Chrobrego. Na zachodzie przebiega ulica Łowmiańskiego z domami jednorodzinnymi, na południowym wschodzie i wschodzie bloki. Na północy budynek kościoła należącego do parafii Opatrzności Bożej. Dwie główne aleje cmentarne są wybrukowane. Na południowy wschód leżą tereny Fortu Va (Bonin).